# Cerovo (Želino)
Cerovo (makedonsky: Церово, albánsky: Cerovë) je vesnice v Severní Makedonii. Nachází se v opštině Želino v Položském regionu. 

## Historie
Podle záznamů Vasila Kančova z roku 1900 zde žilo 140 obyvatel albánské národnosti. 

## Demografie
Podle sčítání lidu z roku 2021 žije ve vesnici 368 obyvatel. Etnickými skupinami jsou:
- Albánci – 327
- ostatní – 41